# 葉元之
葉元之（1974年12月28日—），中華民國政治人物，生于臺北市，中國國民黨籍，現任新北市第七選舉區立法委員，曾任新北市議會議員、新北市政府副發言人。
2023年獲國民黨提名，參選板橋東區立委，以2293票些微差距擊敗時任立委羅致政順利當選。

## 早年
葉元之畢業於國立臺灣大學哲學系、政治學系雙學士，並取得臺大國家發展研究所碩士、美国南加州大学傳播管理碩士、國立臺灣師範大學教育學博士。畢業後，進入台灣飛利浦公司擔任公共事務經理，也曾於國立臺灣師範大學、國立臺灣藝術大學、中華大學、玄奘大學與行政院人事行政總處公務人力發展學院擔任講師。

## 從政

### 新北市政府
2010年朱立倫當選新北市市長後，被延攬進入新北市政府任職。2014年朱立倫競選連任時，擔任其競選團隊發言人。選後接任新北市政府新聞局主任秘書及新北市政府副發言人。

### 新北市議員
2018年辭去副發言人一職，宣布參選新北市議員（板橋區），並黨內通過初選獲得國民黨提名順利當選。2019年接任中國國民黨2020年中華民國總統選舉候選人韓國瑜競選辦公室共同發言人。
2022年11月26日，2022年九合一大選順利連任議員。

### 立法委員
2023年4月19日，葉元之登記參加新北市第七選舉區立法委員黨內初選。5月3日，獲得中國國民黨提名參選新北市第七選區（板橋東區）立法委員。
同年11月17日，搶先掛出與國民黨總統參選人侯友宜、台灣民眾黨柯文哲同框看板「2024聯合政府」。次（18）日藍白合卡關。24日國民黨召開中常會，通過提名中廣董事長趙少康為副總統參選人。同月28日，以藍漆覆蓋柯文哲並請電影海報繪師改繪趙少康。
2023年12月，民進黨立委羅致政於記者會痛批對手葉元之，在新北市議會第四屆第二次定期會，總共在大會發言2次，審查會發言0次，出席電視政論節目竟高達151次，「怎麼看葉元之的本業就是電視通告藝人，不出席市議會審查會，就算出席了大會，發言也僅有2次，議員的工時比工讀生還少，怎麼可能是專職議員？」對此，葉元之回擊，「羅致政當立委就外遇，讓林口摩鐵生意興隆，這樣是不是正職是摩鐵代言人，副業才是立委？」
2024年1月13日以7萬8134票當選，以2,293票差距擊敗民進黨羅致政7萬5841票及小民參政歐巴桑聯盟劉書婷1萬5479票。

#### 面臨罷免
2025年3月通過了第一階段的審查，成功進入第二階段。
2025年7月26日投票，同意6萬3357、不同意票6萬6917，罷免未通過。

## 爭議

### 被控霸凌助理
2025年3月，有報導稱葉元之霸凌且不當解僱生重病的前助理方旭，在前助理過世後不聞不問，附有媒體人吳崑玉的對話截圖。同日，葉元之否認相關指控，表示已至前助理的靈堂弔唁，不想多談。3月15日，告別式當天，會場擺出公告「汪喵都歡迎，葉元之莫進。離塵遠遊去，慣老闆俱燼」。
同年3月，臺北市政府勞動局實施勞動檢查，葉元之辦公室因未設打卡鐘、沒有員工的出勤紀錄，在4月底裁罰9萬元；未設置職場暴力預防措施的部份，限期1個月改善。
7月2日，勞動局再度勞檢，發現葉元之未給付加班費及給予特休假，違反《勞動基準法》，各開罰2萬元，合計4萬元。
7月15日，方旭遺孀公開方旭生前與葉元之的對話截圖，指控葉元之言語羞辱、精神虐待、不當解僱、不當退除勞保。例如，方旭是「被離職」，而當時被送進急診室的方旭根本不知道這些事情。當方旭要求請假的時候，葉元之甚至跟他說「辭職就不用請假」。方旭的遺孀指控，葉元之對她的丈夫進行了言語羞辱和精神虐待，還加速了他的病情惡化。
同日，葉元之出示對話截圖，指方妻許多陳述與事實不符，之前不多談是顧及家屬心情。葉元之表示方旭工作期間臨時告知要做檢查他均同意，方在2024年11月就想辭職並主動提出減薪，1月1日傳訊息告知想請辭職檢查看診，1月10日簽辭職文件。

### 被控施壓警察
2025年3月10日，《三立新聞》報導，葉元之不滿板橋分局的選民服務處理太慢，向警政署檢舉，板橋分局長為此擺了三桌向葉元之道歉。記者向葉元之求證，他表示只是餐敘，絕對沒有「擺桌道歉」。
另外，有員警指控葉元之會勘時違規停車，警方到場後還嗆聲「不知道我是誰嗎」、「找分局長來」。對此，葉元之認為自己講話可受公評，要求爆料的人具名。

### 被控要求公務車司機違規
2025年3月，立委陳培瑜、郭昱晴指出，葉元之會搭乘公務車趕通告，並要求司機違規。葉元之否認指控並聲稱要提告。

### 板中校慶被嗆
2025年5月10日，葉元之應邀參加板橋高中校慶運動會，被學生當面嗆「大罷免大成功」、「預算亂審一通」等，葉當下僅回「今天不是來搞政治」即走人。當事學生在社群發文引來熱議，被他校教師大讚這是民主的突襲檢查！12日葉元之出面回應，稱他不以為意。

## 選舉紀錄
| 年度 | 選舉屆數             | 選舉區           | 所屬政黨   | 得票數 | 得票率 | 當選標記 | 備註 |
| ---- | -------------------- | ---------------- | ---------- | ------ | ------ | -------- | ---- |
| 2018 | 第三屆新北市議員選舉 | 新北市第四選舉區 | 中國國民黨 | 31,043 | 10.96% |          |      |
| 2022 | 第四屆新北市議員選舉 | 新北市第五選舉區 | 中國國民黨 | 28,418 | 11.08% |          |      |
| 2024 | 第十一屆立法委員選舉 | 新北市第七選舉區 | 中國國民黨 | 78,134 | 46.11% |          |      |

## 作品

### 電視劇
| 年份   | 播出頻道     | 片名            | 導演           | 飾演   | 備註                                    |
| 2021年 | YouTube 公視 | 《國際橋牌社2》 | 林龍吟、林世章 | 主持人 | 客串 國家黨1996年正副總統選舉造勢主持人 |

## 外部連結
- 葉元之的Facebook專頁
- 葉元之．板橋的Facebook專頁
- 葉元之的Instagram帳戶
- YouTube上的葉元之·原汁原味頻道